# Mare de Déu de les Sogues
La Mare de Déu de les Sogues és un santuari del municipi de Bellvís (Pla d'Urgell) inclòs en l'Inventari del Patrimoni Arquitectònic de Catalunya.

## Capella del Miracle
La capella del Miracle de la Mare de Déu de les Sogues té unes dimensions molt petites. La planta és rectangular. Abans d'entrar a la capella hi ha un porxo amb un arc al centre i dos als costats. Una part està arrebossada mentre que a l'altra es pot veure la pedra. La teulada és de doble vessant.
A la planta actual hi ha parts del segle xvi.

## Pilar de l'Anunciació
El pilaret de l'anunciació està situat a pocs metres de la capella del Miracle, just al peu del camí. La seva raó de ser és simbòlica, ja que indica, segons explica la llegenda (vegeu la fitxa corresponent a la capella del Miracle, el punt del diàleg entre la Verge i Joan Amorós) el lloc on la Verge demanà que es construís un santuari en honor seu. El pilaret és molt senzill: sobre una base quadrada s'aixeca un bloc de pedra rectangular acabat amb el capitell amb forma de capelleta coronada per teulada de pedra. L'interior d'aquesta capelleta, tancada frontalment per reixa forjada allotjava la imatge de la verge. Actualment hi ha unes pintures al·lusives a la Verge.

## Tossal de les Sogues
Des de l'any 1977 en què s'inicià la neteja i excavació de la zona del Tossal de les Sogues i fins a l'actualitat, aquest indret s'ha convertit en un conjunt d'edificacions i monuments escultòrics en record i homenatge a la Mare de Déu de les Sogues. El 1978 s'hi col·locà una creu de forja que representa el món; el mateix any s'inauguraren les descobertes de l'antic santuari.
Davant la impossibilitat d'edificar una capella, entre el 1982-1983 s'inicià la construcció del Casal de la Mare de Déu: té forma de vaixell i fou projectat per l'arquitecte Jordi Mir i Valls. La resta d'elements (rodes de molí, pedres diverses...) foren donades pels veïns, els quals generosament contribuïren a la reorganització de tota aquesta tasca.

## Història
La capella del miracle fou construïda amb l'ajuda de tots els veïns de Bellvís i també pr alguns dels pobles veïns, en honor de la Mare de Déu que l'any 1190 s'aparegué a Joan Amorós al camí de Balaguer, i per això rep el nom de Miracle. Es construí l'any 1528 a la zona de la Fonteta. Les primeres notícies documentals de la capella són del segle xvi, concretament l'any 1584, quan es traspassà als Trinitaris, que en prengueren possessió l'any 1595. El 1585 els pares Trinitaris de les Parrelles de Balaguer construïren el convent de les Sogues, annexat al santuari. Foren autoritzats a viure i posseir el convent l'any 1592.
La capella que podem veure actualment és obra probablement del segle xviii. Durant la guerra de la Independència i la guerra Civil fou molt destrossada.
Degur al mal estar en què es trobava, el 1816 fou reedificada. Després de l'exclaustració de 1835 la capella fou retornada a l'església. Al llarg del segle xix s'anà perdent. El 1968 fou restaurada.
La gent de Bellvís tenen molta devoció a la capella del Miracle. Cada dilluns de Pasqua, el segon dia de la festa major i cada cop que la gent ho demana, se celebra una missa.
El Tossal de les Sogues és on antigament s'ubicava el Santuari de la Mare de Déu de les Sogues. Aquest santuari es construí entre els anys 1190 i 1191 de resultes de l'aparició de la verge al pagès Joan Amorós. Es mantingué fins al 1840 en què, passada l'exclaustració va anar quedant en ruïnes. Convertida la zona del Tossal en abocador dels veïns, l'any 1977 s'iniciaren les tasques de neteja i excavació. Es trobà l'emplaçament primitiu del santuari, nombroses tombes, cups, cellers, un pou, objectes de ceràmica, etc., conservats al casal. El santuari era romànic. La documentació trobada ha permès reproduir-ne una maqueta, ara exposada dins el Casal.
Caldria afegir que totes les obres de desrunament, neteja i la construcció del Casal de les Sogues les va impulsar el sacerdot, fill de Bellvís, Seguimon Balagué Salvía, pare escolapi que va passar molts anys a Oaxaca (Mèxic) fent una admirable tasca docent. Al seu retorn, s'interessà moltíssim per aquest tossal i hi va fer esculpir una creu, ideada per ell, a on hi podreu trobar contraposats el signes del dolar, la falç i el martell, l'estrella de David i la creu gammada. Al voltant de tots aquest signes, es pot llegir "Estimeu-vos"